# 西蒙·阿格德斯泰因
西蒙·阿格德斯泰因（Simen Agdestein，1967年5月15日—，挪威国际象棋棋手、足球运动员。
阿格德斯泰因是国际象棋特级大师，曾七次获得挪威国际象棋冠军。他于1985年晋升为特级大师，最高等级分为2014年7月创下的2637分。他曾是国际象棋世界冠军、世界排名第一的马格努斯·卡尔森的教练。
此外，阿格德斯泰因还曾是一位职业足球运动员，效力于挪威国家足球队，司职前锋。